# Українсько-угорська мовне непорозуміння
Українсько-угорське мовне непорозуміння — непорозуміння у міждержавних відносинах України та Угорщини з вересня 2017 року.

## Передумови

### Гострі питання
Перше напруження між Україною та Угорщиною виникло навесні 2014 року, коли Віктор Орбан в розпал російської агресії зажадав автономії для угорців Закарпаття та подвійного громадянства для етнічних угорців з Угорщиною.
За даними уряду Угорщини станом на лютий 2015 року подвійного громадянство мали щонайменше 94 тисячі мешканців Закарпаття. У березні 2017 року у Верховній Раді України було зареєстровано законопроєкт, який передбачав, що українські власники кількох паспортів мають визначитися, який з них залишити. Законопроєкт викликав занепокоєння в Будапешті. Після перемовин Віктора Орбана і Петра Порошенка Верховна Ради цей законопроєкт не розглядала. У вересні 2017 року, після прийняття в Україні закону про освіту, відносини України та Угорщини погіршилися.

### Співробітництво
У вересні 2012 угорська мова стала регіональною у Береговому, місці компактного проживання угорців у Закарпатській області України.
В 2014 Угорщина підтримала Угоду про асоціацію України з ЄС і ратифікувала її у листопаді 2014 року, активно виступала за надання Україні безвізового режиму. У 2014—2017 роках Угорщина також забезпечила лікування десятків бійців АТО, прийняла на відпочинок сотні дітей зі східної України, забезпечила реверс газу в Україну.

## Загострення навколо Закону про освіту
У вересні 2017 року був прийнятий новий український Закону про освіту, 7-а стаття якого передбачає, що навчання рідною мовою у школах та класах нацменшин відбуватиметься лише у початковій школі. Раніше таке навчання було можливе і в середній, і у вищій школі.
В Угорщині цей закон розцінили як наступ на права угорської меншини. З цього часу Угорщина оголосила, що блокуватиме подальшу інтеграцію України до ЄС та НАТО.
З метою зменшення напруження Україна відтермінувала запровадження окремих положень мовного закону.